# Debata

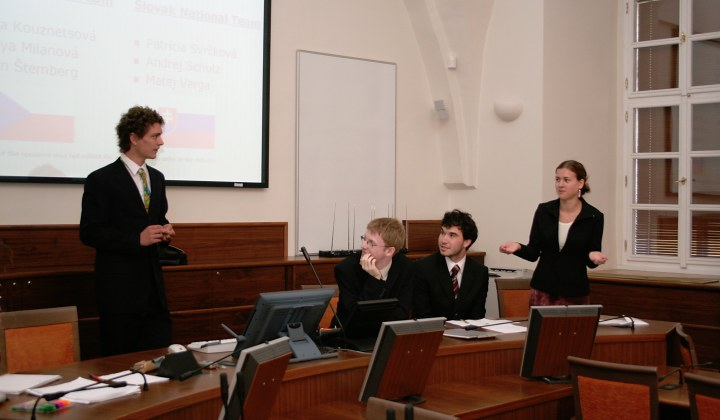
Debata

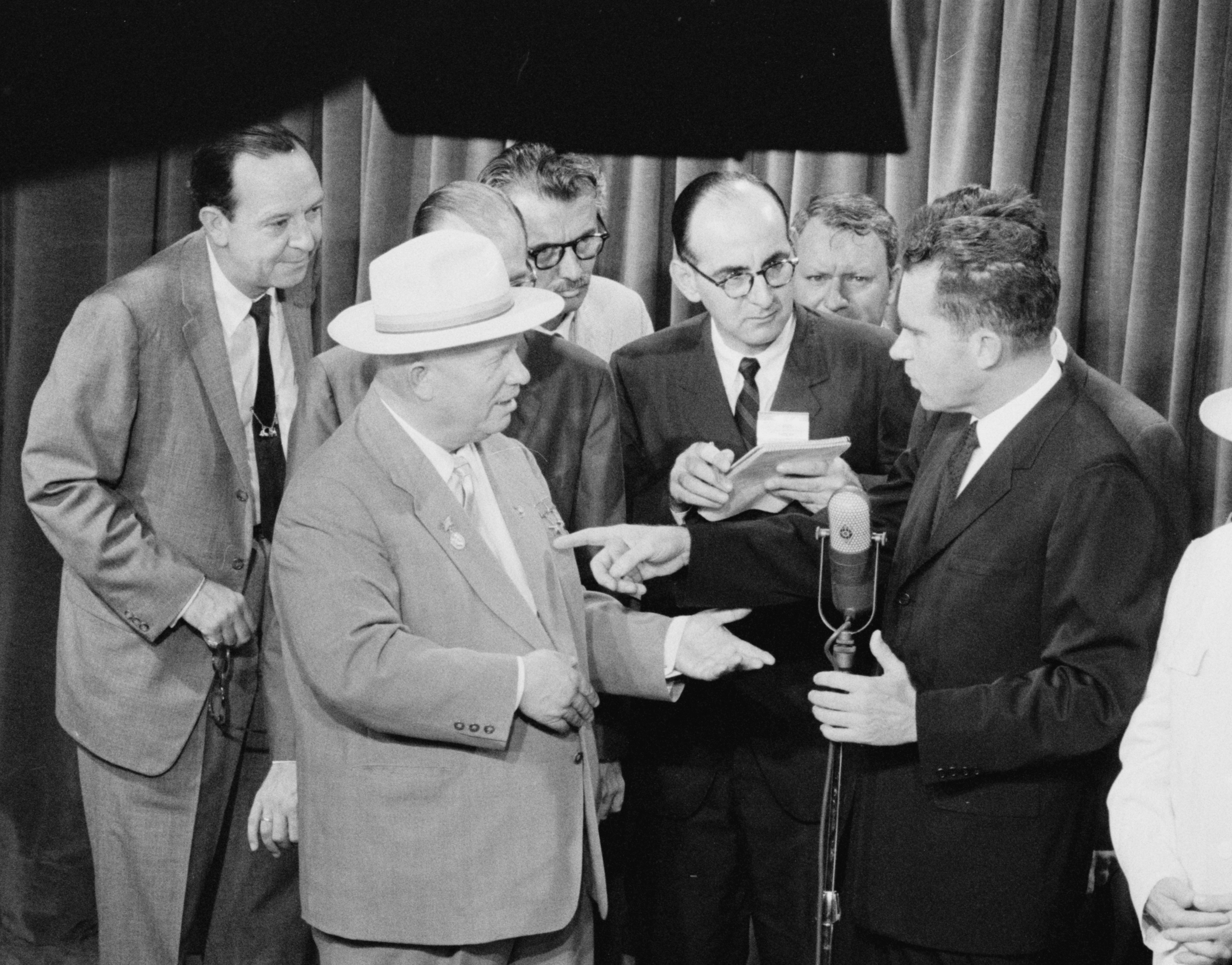
Debata kuchenna. Pierwszy sekretarz ZSRR, Nikita Chruszczow, i wiceprezydent Stanów Zjednoczonych, Richard Nixon, dyskutują na temat komunizmu i kapitalizmu w przeciętnej kuchni amerykańskiej na Amerykańskiej Wystawie Narodowej w Moskwie (lipiec 1959)

Debata (franc. débat od débattre, roztrząsać, z łac. bat(t)uere, uderzać, rozbijać na kawałki) – rodzaj wymiany poglądów na określony, konkretny temat, mający sformalizowany charakter i ustrukturyzowaną formę, zakładający ponadto prezentację przeciwstawnych stanowisk i argumentów, służącą pokonaniu adwersarza i przekonaniu słuchaczy do swoich racji. Debata toczy się więc wokół określonej tezy i często kończy się wyłonieniem zwycięzcy w formie głosowania publiczności lub decyzji jurorów (celem jest wygrana).
Debata jest formą komunikacji różną od dialogu czy dyskusji.
W przeciwieństwie do dialogu ma ona konfrontacyjny charakter, nie służy bezpośrednio rozwiązaniu problemu, a raczej przekonaniu słuchaczy. W dialogu zaś konflikt jest niepożądany. Do debaty przystępuje się z określonym stanowiskiem, z kolei w dialogu nie jest ono wcześniej przygotowywane i występuje otwartość na jego zmianę. W debacie kluczowe pozostają racje obiektywne, merytoryczne, nie zaś, jak w dialogu, własne doświadczenia. Debata ma też zdecydowanie sformalizowany charakter.
W porównaniu z dyskusją debata zakłada istnienie konfliktu, podważanie stanowiska drugiej strony i skupia się na wyłonieniu strony wygranej i przegranej. Debata musi mieć sformalizowany charakter, podczas gdy w dyskusji nie zawsze się to zakłada.
Historyczne źródła debaty sięgają starożytnej Grecji i życia publicznego w demokratycznych poleis. Sztuka prowadzenia słownych potyczek była domeną sofistów i jednocześnie przedmiotem krytyki filozofów, takich jak Sokrates, Platon czy Arystoteles, dla których retoryka i sztuka argumentacji miały służyć wartościom takim jak Prawda czy Mądrość, nie zaś samemu wygrywaniu sporów.

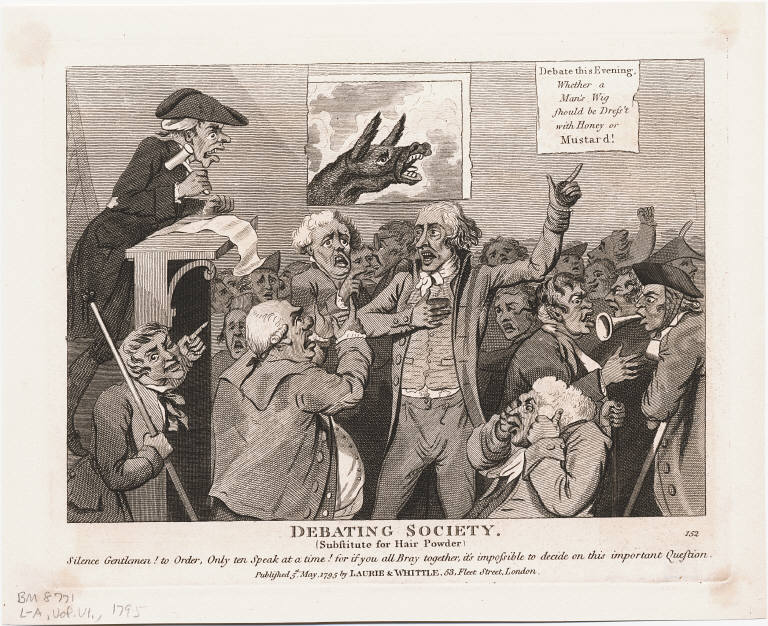
Debate Tonight: Whether a man's wig should be dressed with honey or mustard! [Debata dziś wieczorem: Czy perukę męską należy ubrać w miód czy musztardę!], Karykatura z 1795 roku, parodiująca spór debatantów

Debata może przybierać różną formę pod kątem jej czasu, kolejności mów, liczby uczestników, rodzaju mów itd. Współczesne formaty debat wywodzą się przede wszystkim z tradycji anglosaskiej – brytyjskiego parlamentaryzmu i amerykańskiej kultury politycznej. W XVIII wieku w Anglii zaczęły powstawać kluby debat, wzorujące się w obradach Izby Gmin. Jednymi z najstarszych i najbardziej znanych są założone w 1815 roku Cambridge Union Society i założone w 1823 roku Oxford Union Society. Podobne organizacje zaczęły powstawać również w Ameryce. Tradycja debat szkolnych i akademickich trwa do dzisiaj i są one wykorzystywane do nauki retoryki oraz edukacji w wybranych dziedzinach wiedzy (np. historii). Do najbardziej popularnych formatów debat tego typu należą Brytyjskie Debaty Parlamentarne, a w Polsce debaty oksfordzkie.
Szczególne znaczenie w życiu publicznym mają formaty debat parlamentarnych i wyborczych, stanowiące element demokracji partycypacyjnej. W przypadku debat parlamentarnych członkowie wnoszą o nowe prawo lub zmianę obecnego. Ma miejsce dyskusja na temat propozycji, a następnie dochodzi do głosowania. Celem wygłaszających zdanie członków parlamentu jest przekonanie innych parlamentarzystów do głosowania w konkretny sposób. W przypadku debat przedwyborczych obecnie najczęściej są one transmitowane na żywo w telewizji i przybierają formę debat panelowych.
W historii światowej zapisały się szczególnie debaty wyborcze pomiędzy Abrahamem Lincolnem i Stephenem Douglasem, podczas kampanii wyborczej  do Senatu w stanie Illinois w 1858 roku. Wówczas to nieznany wcześniej szerzej Lincoln, reprezentujący partię Wigów, w serii debat zmierzył się z urzędującym senatorem Douglasem. Debaty toczyły się m.in. wokół kwestii niewolnictwa. Mimo że Lincoln nie zdobył mandatu, to dzięki relacjom z debat na bieżąco w prasie, zyskał popularność, która pozwoliła mu na późniejsze zwycięstwo w wyborach prezydenckich.

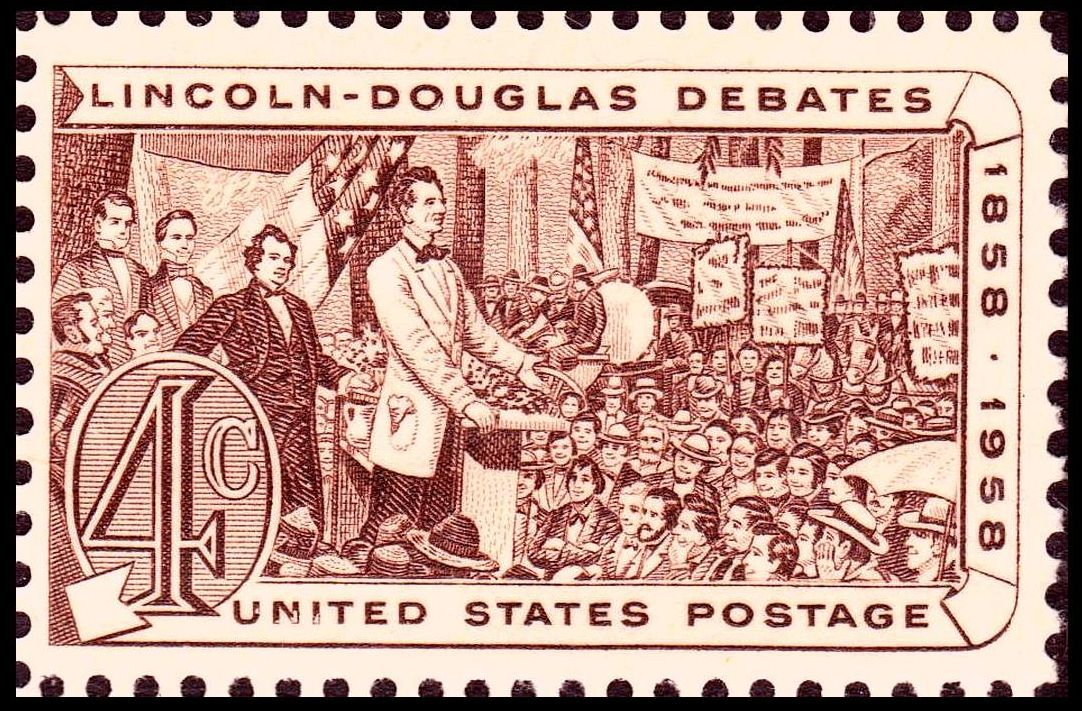
Znaczek pocztowy upamiętniający debaty Lincolna i Douglasa

Do najsłynniejszych w Polskiej historii debat należały przede wszystkim debaty telewizyjne toczone przez Lecha Wałęsę. W pierwszej z nich w 1988 roku zmierzył się z Alfredem Miodowiczem, przewodniczącym Ogólnopolskiego Porozumienia Związków Zawodowych (OPZZ) oraz członkiem biura politycznego KC PZPR. Wbrew przewidywaniom władz komunistycznych, Wałęsa wygrał debatę, co stanowiło ważny krok w pozyskaniu przez ruch Solidarności i samego Wałęsę poparcia, a zatem i w transformacji ustrojowej. Z kolei w drugiej ze słynnych debat, w 1995 roku Lech Wałęsa zmierzył się z Aleksandrem Kwaśniewskim w telewizyjnej debacie przedwyborczej przed wyborami prezydenckimi. Przegrana w debacie telewizyjnej Wałęsy przyczyniła się do jego porażki. Do istotnych debat przedwyborczych można zaliczyć również debatę pomiędzy Donaldem Tuskiem a Jarosławem Kaczyńskim przed wyborami parlamentarnymi w 2007 roku.
Jedną z najbardziej znanych debat naukowych była z kolei debata nt. ewolucji z 1860 roku. Odbyła się ona między kreacjonistami i ewolucjonistami w Oksfordzkim Muzeum Historii Naturalnej 30 czerwca 1860 roku, kilka miesięcy po opublikowaniu „O powstawaniu gatunków” Karola Darwina. Rozpoczęła ona wieloletnią polemikę między np. darwinistami i ewolucjonistami teistycznymi. W czerwcu 1860 roku doszło do słynnego sporu, w którym uczestniczyli: Thomas Henry Huxley (zoolog, paleontolog, filozof, fizjolog, lekarz) i Samuel Wilberforce (biskup Oksfordu). Jeden ze słuchaczy dialogu między nimi twierdził, że na sugestię Wilberforce'a, że Huxley – przez dziadka lub babcię – „pochodzi od małpy” blady z gniewu Huxley sarkastycznie stwierdził, że "wolałby mieć dziadka–małpę, niż dziadka-człowieka, który pozwala sobie na takie żarty w poważnej sprawie".

## Typy debat
Brak jest jednej typologii formatów debat. Wyróżnić można debaty parlamentarne, toczone w parlamentach poszczególnych państw i regulowanej najczęściej przez wewnętrzne regulaminy. Często typizowane są również debaty przedwyborcze, a w szczególności debaty transmitowane na żywo przez telewizję. Natomiast w przypadku debat szkolnych i akademickich wyróżnia się nawet kilkanaście formatów, różniących się m.in. liczbą uczestników, kolejnością mów, rodzajem wystąpień, możliwością i rodzajem interakcji czy sposobem rozstrzygania. Są to debaty takie jakː
- Brytyjska debata parlamentarna (British Parliamentary Debate)
- Debata oksfordzka
- Cross-Examination (Policy) Debate
- Intelligence Squared
- Debata Karla Poppera
- Debata kongresowa (Congressional Debate)
- Debata Lincoln–Douglas
- Symulacje obrad ONZ (Model United Nations)
- Debata Paryska
- Public Forum Debate
- Turncoat debate
- World Schools Style Debate[6]

Do najbardziej popularnych formatów debat na świecie należą Brytyjskie Debaty Parlamentarne, a w Polsce także debaty oksfordzkie.
Oprócz typowych debat, mających konfrontacyjny charakter, w ramach nurtu demokracji deliberatywnej w l. 80. XX w. zaproponowano format debaty deliberatywnej, służącej rozwiązywaniu problemów międzyludzkich. Zasady debaty deliberatywnej powstały na podstawie prac filozofów Johna Rawlsa i Jürgena Habermasa. W debatach tego typu brać mogą osoby lub grupy osób o sprzecznych poglądach, także reprezentujących więcej niż 2 strony. Celem jest uzgodnienie stanowiska, w czym wspiera bezstronny "facylitator". Format debat deliberatywnych jest czasem wykorzystywany w prowadzeniu konsultacji publicznych.